# 川原誠
川原 誠（かわはら まこと）は、日本のイラストレーター。

## 主な作品

### PCゲーム
- Kissing!! under the mistletoe （2003年）
- CARNIVAL （2004年）
- SWAN SONG （2005年）
- Re: （2006年）
- Trample on “Schatten!!” 〜かげふみのうた〜 （2009年）
- 太陽のプロミア （2011年）
- 太陽のプロミア Flowering Days （2012年）
- 創世奇譚アエリアル （2012年）
- ひめごとユニオン （2013年）

### ドラマCD
- らぶバト！ 2nd Attack （2012年）